# 陳丹青
陳 丹青 (ちん たんチン、チェン・ダンチン、1953年8月11日 - ) は、中華人民共和国の画家。

## 経歴
陳は1953年に上海で生まれる。父親は広東省台山県出身。小学校卒業の頃はちょうど「文化大革命」に当たり、中学の美術教師の指導で、あちこちで毛沢東などの国家指導者を描き、その中で油絵を学んでいった。1970年から1978年まで上山下郷運動が行われている間、江西省南部の農村の生産隊へ下放される。その間、趣味で絵画を始める。彼は、のちに結婚した黄素寧の推薦で、一時期、チベットに赴任していた。その際に『豊作の田畑での涙』『チベット進軍』などの作品を創作し、美術界の注目を集めた。これは典型的なソビエト式社会主義リアリズムスタイルで、中国はこのスタイルを革命リアリズムと呼んでいる。1978年に中央美術学院に入学。卒業創作のためにチベットで半年間暮らしたあと、『母と子』『街に行く』『街に行く―二』『康巴の男』『巡礼者』『牧羊人』『洗髪女』の七幅の作品からなる『西蔵組絵』を作った。この作品は漢族地域の美術史としては、芸術を革命リアリズムから19世紀ヨーロッパの古典的リアリズムスタイルに修正する印となった。
1980年に修士号取得後、同校で教職に就く。1982年にはアメリカ合衆国に渡り、改革・開放後、もっとも早く海外に出た画家の一人となった。1982年～99年までニューヨークへ定住。2000年、中国に戻り、清華大学美術学院の教授、博士課程の教授、陳丹青画室の責任者として招かれた。

## 芸術的評価
陳丹青は、中国モダンアートの先駆者の一人。 1982年から1999年まで彼が開催した油絵回顧展では、作品を通して、自分の心理的変化の過程を示した。かつて中国の新潮流の代表だった画家であり思想家である彼は、今では集団に所属する個人を超越し、観念も中国的生活とは大きくかけ離れている。

## 著書
- 『紐約瑣記』
- 『退步集』
- 『多餘的素材』
- 『非芸術訪談』

| スタブアイコン | サブスタブ | この項目は、まだ閲覧者の調べものの参照としては役立たない、人物に関連した書きかけの項目です。この項目を加筆・訂正などしてくださる協力者を求めています（P:人物伝/PJ:人物伝）。 |